# Kutikula
A kutikula tágabb értelemben – az angol irodalom alapján – minden élő szervezet kültakarójának legkülső rétegét jelentheti. Szűkebb értelemben azonban kizárólag az ízeltlábúak (Arthropoda phylum) külső vázát nevezzük kutikula néven. A kutikula és az azt termelő epidermisz együtt alkotja az ízeltlábúak kültakaróját, az integumentumot. A kutikula egyik legfontosabb szerepe a test vízveszteségének korlátozása, és ez tette lehetővé az ízeltlábúak szárazföldre költözését. Elsődleges funkciója azonban még vízi környezetben alakult ki, amikor a test lágy részeinek védelmét szolgálta. Függelékeiből alakultak ki a mozgatható végtagok, hozzá rögzülnek a mozgatóizmok, burkolja a tápcsatorna kezdeti és végső szakaszát. A szárazföldi ízeltlábúaknál a légcsövek belső felszínét is védelmezi, és sok rovarnál a szárny is ebből áll. Nem tévesztendő össze a külső vázzal általában (exoskeleton), mivel a külső váz sokféle lehet a kutikulán kívül is, mint például a puhatestűek vagy pörgekarúak esetében.

## Alapvető tulajdonságai
A kutikula alapvetően két elkülönülő – már fénymikroszkóppal is látható – részből áll, a vékony felszíni rétegből (epikutikula) és az alatta lévő vastagabb rétegből (prokutikula) áll. Ezek egy egyetlen sejtrétegből álló hámon, az epidermiszen helyezkednek el. Anyaga mindig kitin, másodlagosan meszesedhet, mint például a rákoknál. Függőleges póruscsatornákkal és bőrmirigy-vezetékekkel tagolt. A bőrmirigy-vezetékek az epidermisztől a kutikulinig áthaladnak a teljes kültakarón, a felszínhez közel csatlakoznak beléjük a kisebb átmérőjű viaszcsatornák. Keresztmetszetében mindig vannak vékonyított részek, amik a vedléskor törésvonalakként szolgálnak: ezek mentén hasad fel a régi kutikula.

### Epikutikula
Az epikutikula alig 0,1-3 μm vastagságú, 2-5 alrétegből tevődik össze. Ebből kettő mindig jelen van, a legfelső mindig a kutikulin. A felszíne általában sokszöges alakzatokat tartalmaz, a sokszögek oldalai kiemelkedőek. A fényes felszínű rovaroknál kicsik a peremek, a rejtőző életmódúaknál a fényvisszaverés csökkentésére különböző méretű és alakú nanostruktúrák alakultak ki. A peremek szélei egybeesnek az epidermiszt alkotó sejtek vetületével. Általában nem tartalmaz kitint.

### Prokutikula
A prokutikula vastagsága 10-től több száz μm-ig terjedhet, ez adja meg a teljes kutikula szilárdságát. Általában két rétege van, a külső a vékonyabb (exokutikula), a belső vastagabb (endokutikula). Az exokutikula pigmentált, szklerotizált részeket is tartalmaz, az endokutikula lipidekben gazdag. A lipidek elsősorban n-alkánok (normál alkán, paraffinszerű telített, egyenes molekulák) és n-alkének (telítetlen egyenes molekulák). Gyűrűs lipidek közül a szterinek, elsősorban a koleszterin jelenik meg.
A két alapvető réteg között megjelenhet még a mezokutikula, alattuk pedig egy lerakódási réteg.
A prokutikula elsősorban fehérje térhálóba ágyazódó kitinből áll, ezek alkotják a teljes térfogat 90%-át. A kitin egyfajta poliszacharid, vagyis polimer cukormolekulákból áll, hasonlóan a fonalas szerkezetű cellulózhoz.

## Vedlés
A kutikula nem élő, nem növekvő réteg. Ezért a növekvő ízeltlábúak időnként levedlik a szűkké vált kutikulát, alatta pedig megjelenik egy új kutikula. Már jóval a vedlés előtt megkezdődik az új réteg termelése. Első lépésként az epidermisz és az endokutikula közé vedlési folyadék gyűlik fel. Ez elválasztja a kutikulát az epidermisztől és lehetővé teszi az epidermisz számára az új kutikularéteg epikutikulájának kialakítását. A vedlési folyadék mintegy megemészti, feloldja a régi endokutikulát, miközben a feloldott rész helyén már növekszik az új réteg. A régi endokutikula teljes feloldódását követően az állat megrepeszti a törésvonalak mentén a régi vázát és kibújik belőle. Ekkor már ott van alatta az új kutikula, ami néhány óra, vagy legfeljebb egy nap elteltével teljesen megszilárdul.